# Заярье
Заярье — посёлок в Волжском районе Самарской области. Входит в состав городского поселения Петра Дубрава.

## История
В 1973 г. Указом Президиума ВС РСФСР посёлок зверофермы облпотребсоюза переименован в Заярье.

## Население
| 2010 |
| ---- |
| 248  |